# Jenkinsia stolifera
Jenkinsia stolifera is een straalvinnige vissensoort uit de familie van haringen (Clupeidae). De wetenschappelijke naam van de soort is voor het eerst geldig gepubliceerd in 1884 door Jordan & Gilbert.